# 밀양 만어사 삼층석탑
밀양 만어사 삼층석탑(密陽 萬魚寺 三層石塔)은 대한민국 경상남도 밀양시 삼랑진읍 만어사에 있는, 고려시대의 삼층석탑이다. 대한민국의 보물 제466호로 지정되어 있다.
탑의 형식은 신라형 3층석탑으로 4매석으로 된 단층 지대석 위에 세워져 있다. 각 옥개석의 낙수면은 경사가 급한 편이나 전각의 반전으로 첨단에서는 평탄해졌고, 이 탑의 조성연대는 고려 명종 10년(1180년)이다.

## 개요
지금의 절이 자리한 위치와는 떨어져 있으나 석탑의 뒤편에 건물터로 보이는 널찍한 대지가 있어 이곳이 본래의 법당터로 여겨진다. 따라서 이 석탑도 지금의 위치가 원래 세워져 있었던 자리로 추정된다.
1단의 기단(基壇) 위에 올려진 3층 석탑으로, 탑신(塔身)은 몸돌과 지붕돌이 모두 한 돌로 구성되어 있다. 몸돌 모서리에는 기둥 모양이 새겨져 있고, 지붕돌 밑면의 받침은 3단이다. 탑의 머리장식에는 보주(寶珠:연꽃봉오리모양의 장식)가 얹혀 있으나 후에 보충한 것으로 보인다.
현재 탑의 바닥돌이 드러나 있고 지붕돌이 약간 파손된 상태이지만, 전체적으로 안정감이 있어 정돈된 모습을 보이는 뛰어난 작품이다. 일부에서 퇴화된 자취가 엿보이지만 각 부의 구조와 수법으로 보아 고려 중기에 만들어진 작품으로 추정된다.

## 참고자료
- 밀양 만어사 삼층석탑 - 국가유산청 국가유산포털
- 한국저작권위원회 공유마당에 있는 사진